# Liste der Einzel-Weltmeister im Speedway

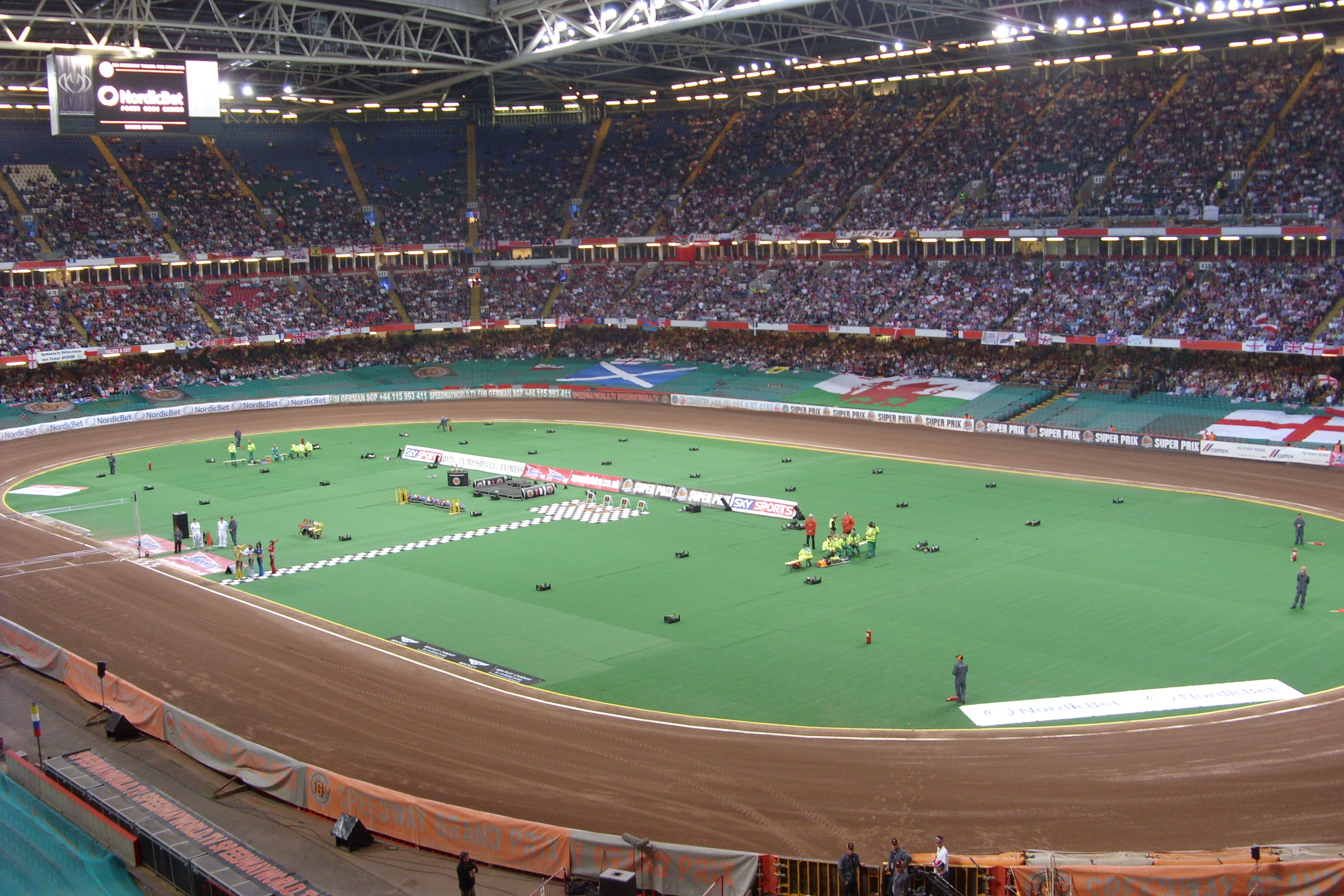
Millennium-Stadion beim Grand-Prix von Großbritannien

Die Liste der Weltmeister im Speedway führt alle Einzel-Weltmeister im Speedway auf. Die Weltmeisterschaft ist der bedeutendste Einzel-Wettbewerb für Speedwayfahrer. Die ersten Weltmeisterschaften wurden bereits 1936 ausgetragen. Von 1939 bis 1948 wurden aufgrund des Zweiten Weltkriegs und dessen Folgen keine Weltmeisterschaften ausgetragen. Da der Speedwaysport zu Beginn nur in Großbritannien über einen großen Bekanntheitsgrad verfügte, fanden die ersten 15 Finalläufe der Weltmeisterschaften alle im Wembley-Stadion in London statt. Ab den 1960er Jahren kamen dann auch Städte in Schweden und Polen zu den Austragungsorten. Mit Beginn der 1980er Jahre folgten dann Städte in den USA, Deutschland den Niederlanden und Dänemark.
Ab 1995 werden die Weltmeisterschaft, ähnlich der Formel-1-Weltmeisterschaft, im Grand-Prix-System durchgeführt, wobei an verschiedenen Orten Rennen, sogenannte Grand Prix, durchgeführt werden und die Fahrer für ihre jeweiligen Platzierungen Punkte bekommen, die addiert werden um den Weltmeister zu ermitteln. Bis 1994 wurden die Weltmeisterschaften in einem System durchgeführt, das der Deutschen Meisterschaft ähnelt. Dabei wurden an verschiedenen Orten Qualifikationsläufe (Viertelfinale, Halbfinale) durchgeführt um die Finalteilnehmer zu ermitteln.

## Bis 1994
| Jahr | Austragungsort | Weltmeister         | Zweiter             | Dritter             |
| ---- | -------------- | ------------------- | ------------------- | ------------------- |
| 1936 | London         | Lionel Van Praag    | Eric Langton        | Bluey Wilkinson     |
| 1937 | London         | Jack Milne          | Wilbur Lamoreaux    | Cordy Milne         |
| 1938 | London         | Bluey Wilkinson     | Jack Milne          | Wilbur Lamoreaux    |
| 1949 | London         | Tommy Price         | Jack Parker         | Louis Lawson        |
| 1950 | London         | Freddie Williams    | Wally Green         | Graham Warren       |
| 1951 | London         | Jack Young          | Split Waterman      | Jack Biggs          |
| 1952 | London         | Jack Young          | Freddie Williams    | Bob Oakley          |
| 1953 | London         | Freddie Williams    | Split Waterman      | Geoff Mardon        |
| 1954 | London         | Ronnie Moore        | Brian Crutcher      | Olly Nygren         |
| 1955 | London         | Peter Craven        | Ronnie Moore        | Barry Briggs        |
| 1956 | London         | Ove Fundin          | Ronnie Moore        | Arthur Forrest      |
| 1957 | London         | Barry Briggs        | Ove Fundin          | Peter Craven        |
| 1958 | London         | Barry Briggs        | Ove Fundin          | Aub Lawson          |
| 1959 | London         | Ronnie Moore        | Ove Fundin          | Barry Briggs        |
| 1960 | London         | Ove Fundin          | Ronnie Moore        | Peter Craven        |
| 1961 | Malmö          | Ove Fundin          | Björn Knutsson      | Göte Nordin         |
| 1962 | London         | Peter Craven        | Barry Briggs        | Ove Fundin          |
| 1963 | London         | Ove Fundin          | Björn Knutsson      | Barry Briggs        |
| 1964 | Göteborg       | Barry Briggs        | Igor Plechanov      | Ove Fundin          |
| 1965 | London         | Björn Knutsson      | Igor Plechanov      | Ove Fundin          |
| 1966 | Göteborg       | Barry Briggs        | Sverre Harrfeldt    | Antoni Woryna       |
| 1967 | London         | Ove Fundin          | Bengt Jansson       | Ivan Mauger         |
| 1968 | Göteborg       | Ivan Mauger         | Barry Briggs        | Edward Jancarz      |
| 1969 | London         | Ivan Mauger         | Barry Briggs        | Sören Sjösten       |
| 1970 | Breslau        | Ivan Mauger         | Paweł Waloszek      | Antoni Woryna       |
| 1971 | Göteborg       | Ole Olsen           | Ivan Mauger         | Bengt Jansson       |
| 1972 | London         | Ivan Mauger         | Bengt Jansson       | Ole Olsen           |
| 1973 | Chorzów        | Jerzy Szczakiel     | Ivan Mauger         | Zenon Plech         |
| 1974 | Göteborg       | Anders Michanek     | Ivan Mauger         | Sören Sjösten       |
| 1975 | London         | Ole Olsen           | Anders Michanek     | John Louis          |
| 1976 | Chorzów        | Peter Collins       | Malcolm Simmons     | Phil Crump          |
| 1977 | Göteborg       | Ivan Mauger         | Peter Collins       | Ole Olsen           |
| 1978 | London         | Ole Olsen           | Gordon Kennett      | Scott Autrey        |
| 1979 | Chorzów        | Ivan Mauger         | Zenon Plech         | Michael Lee         |
| 1980 | Göteborg       | Michael Lee         | Dave Jessup         | Billy Sanders       |
| 1981 | London         | Bruce Penhall       | Ole Olsen           | Tommy Knudsen       |
| 1982 | Los Angeles    | Bruce Penhall       | Les Collins         | Dennis Sigalos      |
| 1983 | Norden         | Egon Müller         | Billy Sanders       | Michael Lee         |
| 1984 | Göteborg       | Erik Gundersen      | Hans Nielsen        | Lance King          |
| 1985 | Bradford       | Erik Gundersen      | Hans Nielsen        | Sam Ermolenko       |
| 1986 | Chorzów        | Hans Nielsen        | Jan Osvald Pedersen | Kelvin Tatum        |
| 1987 | Amsterdam      | Hans Nielsen        | Erik Gundersen      | Sam Ermolenko       |
| 1988 | Vojens         | Erik Gundersen      | Hans Nielsen        | Jan Osvald Pedersen |
| 1989 | München        | Hans Nielsen        | Simon Wigg          | Jeremy Doncaster    |
| 1990 | Bradford       | Per Jonsson         | Shawn Moran 1       | Todd Wiltshire      |
| 1991 | Göteborg       | Jan Osvald Pedersen | Tony Rickardsson    | Hans Nielsen        |
| 1992 | Breslau        | Gary Havelock       | Per Jonsson         | Gert Handberg       |
| 1993 | Pocking        | Sam Ermolenko       | Hans Nielsen        | Chris Louis         |
| 1994 | Vojens         | Tony Rickardsson    | Hans Nielsen        | Craig Boyce         |

## Ab 1995
| Jahr | Weltmeister      | Zweiter            | Dritter                |
| ---- | ---------------- | ------------------ | ---------------------- |
| 1995 | Hans Nielsen     | Tony Rickardsson   | Sam Ermolenko          |
| 1996 | Billy Hamill     | Hans Nielsen       | Greg Hancock           |
| 1997 | Greg Hancock     | Billy Hamill       | Tomasz Gollob          |
| 1998 | Tony Rickardsson | Jimmy Nilsen       | Tomasz Gollob          |
| 1999 | Tony Rickardsson | Tomasz Gollob      | Hans Nielsen           |
| 2000 | Mark Loram       | Billy Hamill       | Tony Rickardsson       |
| 2001 | Tony Rickardsson | Jason Crump        | Tomasz Gollob          |
| 2002 | Tony Rickardsson | Jason Crump        | Ryan Sullivan          |
| 2003 | Nicki Pedersen   | Jason Crump        | Tony Rickardsson       |
| 2004 | Jason Crump      | Tony Rickardsson   | Greg Hancock           |
| 2005 | Tony Rickardsson | Jason Crump        | Leigh Adams            |
| 2006 | Jason Crump      | Greg Hancock       | Nicki Pedersen         |
| 2007 | Nicki Pedersen   | Leigh Adams        | Jason Crump            |
| 2008 | Nicki Pedersen   | Jason Crump        | Tomasz Gollob          |
| 2009 | Jason Crump      | Tomasz Gollob      | Emil Saifutdinow       |
| 2010 | Tomasz Gollob    | Jarosław Hampel    | Jason Crump            |
| 2011 | Greg Hancock     | Andreas Jonsson    | Jaroslaw Hampel        |
| 2012 | Chris Holder     | Nicki Pedersen     | Greg Hancock           |
| 2013 | Tai Woffinden    | Jaroslaw Hampel    | Niels Kristian Iversen |
| 2014 | Greg Hancock     | Krzysztof Kasprzak | Nicki Pedersen         |
| 2015 | Tai Woffinden    | Greg Hancock       | Nicki Pedersen         |
| 2016 | Greg Hancock     | Tai Woffinden      | Bartosz Zmarzlik       |
| 2017 | Jason Doyle      | Patryk Dudek       | Tai Woffinden          |
| 2018 | Tai Woffinden    | Bartosz Zmarzlik   | Fredrik Lindgren       |
| 2019 | Bartosz Zmarzlik | Leon Madsen        | Emil Saifutdinow       |
| 2020 | Bartosz Zmarzlik | Tai Woffinden      | Fredrik Lindgren       |
| 2021 | Artem Laguta     | Bartosz Zmarzlik   | Emil Saifutdinow       |
| 2022 | Bartosz Zmarzlik | Leon Madsen        | Maciej Janowski        |
| 2023 | Bartosz Zmarzlik | Fredrik Lindgren   | Martin Vaculik         |
| 2024 | Bartosz Zmarzlik |                    |                        |

## Statistik

### Bestenliste
In dieser Bestenliste werden alle Fahrer aufgeführt, die bei den Einzel-Weltmeisterschaften mindestens einen Titel gewonnen haben.
- Position: gibt die Position in der ewigen Rangliste an, sortiert nach der Anzahl der gewonnenen Meistertitel an. Bei gleicher Anzahl an Meistertiteln entscheidet die Anzahl der Vizemeisterschaften. Sind auch diese gleich entscheidet die Anzahl der dritten Plätze.
- Name: Name des Fahrers
- Erster: Anzahl der Meistertitel
- Zweiter: Anzahl der zweiten Plätze
- Dritter: Anzahl der dritten Plätze
- Gesamt: Anzahl der Podestplatzierungen

| Position | Name             | Nation                 | Gesamt | Erster | Zweiter | Dritter |
| -------- | ---------------- | ---------------------- | ------ | ------ | ------- | ------- |
| 1.       | Tony Rickardsson | Schweden               | 11     | 6      | 3       | 2       |
| 2.       | Ivan Mauger      | Neuseeland             | 10     | 6      | 3       | 1       |
| 3.       | Ove Fundin       | Schweden               | 11     | 5      | 3       | 3       |
| 4.       | Bartosz Zmarzlik | Polen                  | 8      | 5      | 2       | 1       |
| 5.       | Hans Nielsen     | Dänemark               | 12     | 4      | 6       | 2       |
| 6.       | Barry Briggs     | Neuseeland             | 10     | 4      | 3       | 3       |
| 7.       | Greg Hancock     | Vereinigte Staaten     | 9      | 4      | 2       | 3       |
| 8.       | Jason Crump      | Australien             | 10     | 3      | 5       | 2       |
|          | Tai Woffinden    | Vereinigtes Königreich | 6      | 3      | 2       | 1       |
| 9.       | Ole Olsen        | Dänemark               | 6      | 3      | 1       | 2       |
|          | Nicki Pedersen   | Dänemark               | 6      | 3      | 1       | 2       |
| 10.      | Erik Gundersen   | Dänemark               | 4      | 3      | 1       | —       |
| 11.      | Ronnie Moore     | Neuseeland             | 5      | 2      | 3       | —       |
| 12.      | Freddie Williams | Vereinigtes Königreich | 3      | 2      | 1       | —       |
| 13.      | Peter Craven     | Vereinigtes Königreich | 4      | 2      | —       | 2       |
| 14.      | Jack Young       | Australien             | 2      | 2      | —       | —       |
|          | Bruce Penhall    | Vereinigte Staaten     | 2      | 2      | —       | —       |
| 15.      | Tomasz Gollob    | Polen                  | 7      | 1      | 2       | 4       |
| 16.      | Björn Knutsson   | Schweden               | 3      | 1      | 2       | —       |
|          | Billy Hamill     | Vereinigte Staaten     | 3      | 1      | 2       | —       |
| 17.      | Jan Ove Pedersen | Dänemark               | 3      | 1      | 1       | 1       |
| 18.      | Jack Milne       | Vereinigte Staaten     | 2      | 1      | 1       | —       |
|          | Anders Michanek  | Schweden               | 2      | 1      | 1       | —       |
|          | Peter Collins    | Vereinigtes Königreich | 2      | 1      | 1       | —       |
|          | Per Jonsson      | Schweden               | 2      | 1      | 1       | —       |
| 19.      | Sam Ermolenko    | Vereinigte Staaten     | 4      | 1      | —       | 3       |
| 20.      | Michael Lee      | Vereinigtes Königreich | 3      | 1      | —       | 2       |
| 21.      | Bluey Wilkinson  | Australien             | 2      | 1      | —       | 1       |
| 22.      | Lionel Van Praag | Australien             | 1      | 1      | —       | —       |
|          | Tommy Price      | Vereinigtes Königreich | 1      | 1      | —       | —       |
|          | Jerzy Szczakiel  | Polen                  | 1      | 1      | —       | —       |
|          | Egon Müller      | Deutschland            | 1      | 1      | —       | —       |
|          | Gary Havelock    | Vereinigtes Königreich | 1      | 1      | —       | —       |
|          | Mark Loram       | Vereinigtes Königreich | 1      | 1      | —       | —       |
|          | Jason Doyle      | Australien             | 1      | 1      | —       | —       |
|          | Artem Laguta     | Russland               | 1      | 1      | —       | —       |

### Nationenwertung
In dieser Nationenwertung werden alle Nationen aufgeführt, von denen mindestens ein Fahrer bei den Einzel-Weltmeisterschaften den Titel gewonnen hat.
- Position: gibt die Position in der Nationenwertung an, sortiert nach der Anzahl der gewonnenen Meistertitel an. Bei gleicher Anzahl an Meistertiteln entscheidet die Anzahl der Vizemeisterschaften. Sind auch diese gleich entscheidet die Anzahl der dritten Plätze.
- Nation: Name der Nation
- Erster: Anzahl der Meistertitel
- Zweiter: Anzahl der zweiten Plätze
- Dritter: Anzahl der dritten Plätze
- Gesamt: Anzahl der Podestplatzierungen

| Position | Nation                 | Gesamt | Erster | Zweiter | Dritter |
| -------- | ---------------------- | ------ | ------ | ------- | ------- |
| 1.       | Schweden               | 40     | 14     | 14      | 12      |
| 2.       | Dänemark               | 36     | 14     | 11      | 11      |
| 3.       | Vereinigtes Königreich | 39     | 12     | 15      | 12      |
| 4.       | Neuseeland             | 26     | 12     | 9       | 5       |
| 5.       | Australien             | 28     | 9      | 7       | 12      |
| 6.       | Vereinigte Staaten     | 26     | 9      | 6       | 11      |
| 7.       | Polen                  | 26     | 5      | 10      | 11      |
| 22.      | Deutschland            | 1      | 1      | 0       | 0       |